# كويكبات أتيرا
كويكبات أتيرا (بالإنجليزية: Atira asteroids)‏ أو أجرام الأرض الداخليَّة (Inner Earth Objects) هي فئة من الكويكبات القريبة من الأرض، الواقعة على مسافةٍ قريبة جداً من الأرض. إن مسافتي حضيض وأوج هذه الأجرام - كلتاهما - تقعان ضمنَ مدار الأرض حول الشمس، أي أن مدارات هذه الأجرام تكون واقعة بالكامل بالمسافة التي بين الأرض والشمس، وهي مسافة تعادل 0.983 وحدة فلكية.
كان أول كويكب يشتبه بكونه كويكب أتيرا اكتشف في التاريخ هو 1998 DK36، أما أول كويكب أتيرا مؤكَّد فهو 163693 أتيرا وثاني كوكب هو (434326) 2004 JG6. حتى شهر فبراير من سنة 2014، كان قد اكتشف 13 كويكباً يشتبه بانتمائها لفئة أتيرا، مدارات ثمانيةٍ من بينها معروفة على نحوٍ جيّد، لكن لم تتمَّ دراسة سوى اثنين منها بدقَّة كافية لإعطائها أرقاماً دائمة (لا تُمنَح هذه الأرقام إلا للكويكبات التي يتم رصدها مرَّتين على الأقل أثناء التقابل، وبالتالي تصبح البيانات المتاحة عن مداراتها دقيقةً نوعاً ما). أطلق في سنة 2013 ساتل مراقبة الأجرام القريبة من الأرض، الذي يسعى - ضمن أهدافٍ أخرى - لاكتشاف عددٍ أكبر من كويكبات أتيرا.
لعدَّة أسباب - تتضمَّن الطرق التقليدية المُتَّبعة حالياً للبحث عن الكويكبات - لا توجد أية كويكبات معروفة في الوقت الحاضر تقع مداراتها بالكامل ضمن مداري كوكبي الزهرة وعطارد (الفولكانيَّات).
لا يوجد اسم رسمي بعد لهذه الفئة من الكويكبات. لقد اقترح مكتشفو الكويكب الأول - 1998 DK36 - اسم كويكبات أفويلي (Apohele asteroids)، وهي كلمة هاوانيَّة تعني "مدار"، وقد كان أحد أسباب اختيار هذا الاسم شبهُه بكلمة aphelion («أوج» باللاتينية). من جهةٍ أخرى، يستعمل باحثون آخرون كلمة أجرام الأرض الداخليَّة (اختصاراً: IEOs). مع ذلك، لا زال باحثون آخرون - اتباعاً للعادات العامة المتَّبعة عند تسمية فئة جديدة من الكويكبات، والتي تقتضي تسميتها تيمناً باسم أول كويكب مكتشفٍ منها - يستعملون اسم كويكبات أتيرا.
لا تعبر أيٌّ من كويكبات مدار الأرض، وبالتالي فهي لا تشكّل تهديداً مباشراً حالياً، إلا أنَّ اضطراباتها المداريَّة قد تؤدي إلى تغيير اتجاهها - في حال مرَّت على مسافةٍ قريبة من عطارد أو الزهرة - وقذفها إلى مدار يتقاطع مع مدار الأرض.